# 汪之栋

汪之栋（2000年7月—），山东青岛人，中国男子雪橇曲棍球运动员，下肢残疾。2022年参加冬季残疾人奥林匹克运动会并担任开幕式中国代表团旗手之一。

## 经历
2018年代表中国雪橇曲棍球队获得世界残疾人冰球锦标赛C组冠军晋级B组。2019年，获得在德国柏林举办的世界残疾人冰球锦标赛B组第三名。
2021年，汪之栋和队友获得在瑞典厄斯特松德举办的世界残疾人冰球锦标赛B组冠军，打进10球。
2022年参加冬季残疾人奥林匹克运动会雪橇曲棍球比赛并担任开幕式中国代表团旗手之一。